# Kong bu fen zi
Kong bu fen zi (恐怖分子), comercialitzada internacionalment com a The Terrorizers és una pel·lícula dramàtica de la República de la Xina del 1986 de l'aclamat cineasta taiwanès Edward Yang.

## Trama
La pel·lícula descriu la història de les interaccions coincidents entre tres grups de persones a Taipei: una dona jove i la dura banda criminal de nadius taiwanesos amb qui es troba; un metge continental i la seva dona novel·lista; i un jove fotògraf que observa la vida de la ciutat que es desenvolupa al seu voltant, en un ressò del protagonista de Blow Up de Michelangelo Antonioni.

## Repartiment
- Cora Miao com a Zhou Yufen, una novel·lista deprimida
- Lee Li-chun com a Li Lizhong, un professional de l'hospital i el marit de Zhou Yufen
- Chin Shih-chieh com a Shen, l'ex de Zhou Yufen que és propietari d'una empresa
- Wang An com un estafador adolescent
- Liu Min com la mare de la nena
- Yu An-shun com el company de crim de la noia
- Ku Pao-ming com a Gu, cap de policia i amic de Li Lizhong
- Ma Shao-chun com a jove fotògrafa d'una família rica
- Huang Chia-ching com a xicota del fotògraf

## Recepció i llegat
Kong bu fen zi forma part del Nou Cinema Taiwanès. "Famosament caracteritzat per l'estudiós del marxista Fredric Jameson com la pel·lícula postmoderna, la pel·lícula li agradava al mateix Yang com un trencaclosques on el plaer rau en reordenar multitud de relacions entre personatges, espais i gèneres."

### Premis i nominacions
- 1986 Premis de Cinema Cavall d'Or
  - Guanyadora: Millor pel·lícula
  - Nominada: Millor actriu protagonista – Cora Miao
  - Nominada: Millor guió original – Hsiao Yeh i Edward Yang
- 1987 Festival de Cinema de Pesaro
  - Guanyadora: Millor director
- 1987 Festival Internacional de Cinema de Locarno
  - Guanyadora: Pardo de Plata
- Premis British Film Institute de 1987
  - Guanyadora: Trofeu Sutherland
- 1987 Festival de Cinema Àsia-Pacífic
  - Guanyadora: Millor guió – Edward Yang, Hsiao Yeh